# Richard-Wagner-Verband

Logo des Richard-Wagner-Verband International e. V.

Die im Richard-Wagner-Verband International e. V. als Dachverband zusammengeschlossenen, weltweiten Ortsverbände unterstützen die Richard-Wagner-Stipendienstiftung für junge, förderungswürdige Musikstudenten, Sänger und Instrumentalisten, um diesen einen Besuch der Bayreuther Festspiele durch Bereitstellung der dazu erforderlichen Mittel zu ermöglichen.

## Zweck des Verbandes
Der Richard Wagner-Verband (RWV) sammelt seit 1909 Geld, um es an die Richard-Wagner-Stipendienstiftung in Bayreuth weiterzuleiten. Diese Mittel werden ausschließlich zum Ankauf von Festspielkarten verwendet, die ausgewählte Kandidaten als Stipendien erhalten. Die Stiftung übernimmt bei Bedürftigkeit auch Reise- und Aufenthaltskosten. Hauptkriterium für die Auswahl ist eine überdurchschnittliche musikalische Begabung. Ein solches Stipendium hat einen materiellen Wert von rund 700 Euro. Die 3 Vorstellungen in Bayreuth gehen pro Jahr an 250 Stipendiaten weltweit. Die finanzielle Grundlage schaffen die einzelnen, selbstständig tätigen Ortsverbände, die es in allen größeren Städten der Bundesrepublik gibt. Mitgliedsbeiträge und der Erlös aus Veranstaltungen gehen zugunsten der Stipendienstiftung (Vorträge, Kammermusik, Liederabende), wobei die Präsentation junger Solisten ein weiteres Anliegen des RWV ist.
Erfolgreiche Künstlerpersönlichkeiten wie etwa Gerd Albrecht, Hildegard Behrens, Franz Crass, Katarina Dalayman, Diana Damrau, Helga Dernesch, Christoph Eschenbach, Mihoko Fujimura, Günther Groissböck, Mirella Hagen, Franz Hawlata, Klaus Hirte, Andreas Hörl, Peter Hofmann, Heinrich Hollreiser, Gundula Janowitz, Manfred Jung, Anja Kampe, Jonas Kaufmann, Michaela Kaune, Johannes Martin Kränzle, Petra Lang, Uwe Eric Laufenberg, Catarina Ligendza, Ralf Lukas, Hillevi Martinpelto, Christoph Ulrich Meier, Waltraud Meier, Ricarda Merbeth, Kurt Moll, Judit Nemeth, Allison Oakes, Alexandra Petersamer, Julia Rutigliano, Birgit Remmert, Dorothea Röschmann, Detlef Roth, Roberto Sacca, Manfred Schenk, Andreas Schmidt, Wolfgang Schmidt, Peter Schneider, Robert Schunk, Michaela Schuster, Anne Schwanewilms, Daniela Sindram, Doris Soffel, Hans Sotin, Bryn Terfel, Iréne Theorin, Christian Thielemann, Juha Uusitalo, Violeta Urmana, Stefan Vinke, Michael Volle, Okka von der Dammerau, Yvonne Wiedstruck, Sebastian Weigle, Ortrun Wenkel, Erwin Wohlfarth, Hans Zender, Georg Zeppenfeld, Ruth Ziesak und viele andere mehr zeugen von der zeitlosen Aktualität des Stiftungsgedankens. Als ehemalige Stipendiaten wurden sie vom RWV nach Bayreuth entsandt.

## Geschichte
Zunächst sind zwei wichtige Tatsachen im Verhältnis Richard Wagners zu Leipzig voranzustellen, weshalb in Leipzig die nachfolgenden Verbandsgründungen stattfanden. Erstens wurde er 1813 in Leipzig geboren und zweitens hatte er in Leipzig 1831 sein Studium der Musik begonnen.
1871 wurde durch Emil Heckel in Mannheim der Deutsche Allgemeine Richard-Wagner-Verein gegründet. Durch Friedrich Wilhelm von Schoen aus Worms kam es 1883 in Bayreuth zur Gründung einer Richard-Wagner-Stipendienstiftung. Die Anregung kam dazu von Richard Wagner selbst. Schoen wurde 1880 Vorsitzender des Exekutivkomitees der Wagner-Vereine. Gründer und Leiter der Richard-Wagner-Stipendienstiftung war er 1882 bis 6. Februar 1892 und 1907 bis 1914.
Im Jahre 1908 lebte in Leipzig eine junge Lehrerin Anna Held, die fand, dass nicht nur große Beträge helfen, sondern dass viele kleine Beträge im Endergebnis genauso viel erbringen. Sie gründete am 13. Februar 1909 im Gesellschaftshaus des Palmengartens den Richard-Wagner-Verband Deutscher Frauen (RWVdF), der sich zur Aufgabe machte, die von Richard Wagner angeregte Stipendienstiftung zu unterstützen, die ihrerseits finanziell Minderbemittelten den Besuch der Bayreuther Festspiele ermöglichte. So flossen also "kleine Beträge" aus Spenden und Beiträgen der Mitglieder und Überschüsse von Veranstaltungen der Stipendienstiftung in Bayreuth zu. Allerdings kam die Anregung von anderer Seite angesichts einer alarmierenden Schuldenbilanz der Bayreuther Festspiele von 1908 in Höhe von 121800 Mark durch den Schriftsteller Carl Siegmund Benedict. der übrigens auch eine Biographie zu dem Komponisten erscheinen ließ. Es ging um nichts weniger als um den Erhalt des Festspielhauses und seines Betriebes überhaupt. Kronprinzessin Cecilie von Preußen stellte sich als 1910 Schirmherrin zur Verfügung, nachdem sie von den Vorsitzenden der Ortsverbände in einem von ihnen unterzeichneten Schreiben hierzu gebeten wurde. Anzumerken ist jedoch, dass auch auf die 1872 aufkommenden akademischen Richard-Wagner-Vereine bei der Propagierung des Werkes Richard Wagners an den Hochschulorten eine gewisse Rolle spielen, dass z. B. der Richard-Wagner-Verband Wien sich auf den Wiener Akademischen Richard-Wagner-Verein bezieht. Allerdings bedurfte es mehrerer Anläufe, 1872, 1880, 1883/84, bis 1887 z. B. in Berlin oder in Leipzig diese sich dauerhaft etablieren konnten. Im Unterschied zu dem Richard-Wagner-Verband deutscher Frauen ging es aber nicht um eine Stipendienstiftung, sondern im Rahmen studentischer korporativer Geselligkeit verbunden mit Vorträgen um die Aneignung des Werkes Richard Wagners. Doch mit dem Nationalsozialismus kam ca. 1935 deren Ende. Zu bemerken ist, dass am 5. März 1883, also einen Monat nach dem Tod Richard Wagners, in Wien ein Trauerkommers für Richard Wagner stattfand. Akademische Richard-Wagner-Vereine waren allerdings nicht mit beteiligt.
Eine Zäsur in der Tätigkeit bedeutete der Erste Weltkrieg. Schon vor dessen Ausbruch gab es Bemühungen, für Richard Wagner ein Denkmal in Leipzig zu errichten. Die weitere Geschichte um dieses Projekt hinterließ zwiespältige Eindrücke und kann nicht als reine Erfolgsgeschichte gewertet werden. Das ging auch an der Leipziger Tagespresse nicht spurlos vorüber.
Jedoch im Jahre 1919 fand bereits wieder eine Hauptversammlung in Hannover statt und dann laufend weiter: in jedem Jahr in einem anderen Ortsverband. Der Verband vergrößerte sich ständig, trotz der schwierigen Zeiten um die 1930er Jahre herum.
Die nächste große Zäsur in der Arbeit des Verbandes brachte das Ende des Zweiten Weltkrieges, denn während des Krieges ging die Arbeit des Verbandes weiter. Die eingehenden Gelder wurden jedoch gesammelt, so dass bei Kriegsende ein sehr großes Vermögen bei der Stipendienstiftung vorhanden war. Wie alle anderen Verbände, wurde der Richard-Wagner-Verband Deutscher Frauen 1945 aufgelöst.
Im Oktober 1947 gelang es dem Hauptverband, von Hannover aus die Arbeitserlaubnis zu erhalten. Die erste Hauptversammlung nach dem Zweiten Weltkrieg fand am 12. Juni 1949 in Hannover statt. In dieser Versammlung wurde beschlossen, den Namen des Verbandes mit Rücksicht auf die Erweiterung der Möglichkeiten (Mitglieder können Frauen und Männer aller Berufe und Bildungsschichten werden), in Richard Wagner-Verband umzuändern.
Bereits im Jahre 1951 wurden für 16.000,-- DM 219 Stipendien ausgegeben. Jedem Stipendiaten wurde der Besuch von 2 Vorstellungen, denen aus den Nachbarstädten von Bayreuth von je 1 Vorstellung, ermöglicht.
Eine solche Perspektive bot sich auf dem Gebiet der SBZ und späteren DDR nicht. Eine Wiederzulassung erfolgte nicht, ebenso wenig die Entsendung von Stipendiaten nach Bayreuth. Wie die Pflege des Werkes Richard Wagners in der DDR ausgesehen hatte, beschreibt Werner P. Seiferth in seinem Buch. Eine gewisse Zäsur bedeutet das Wagner-Jahr 1983, weshalb Wagner wieder verstärkt auf die Spielpläne der Opernhäuser kam. In Leipzig fand ein Internationales Kolloquium zu Leben und Werk Richard Wagners statt. In dessen Folge konnte Werner Wolf unter dem Dach des Leipziger Stadtverbandes des Kulturbundes der DDR einen „Freundeskreis Richard Wagner“ gründen, aus welchem am 20. Oktober 1993 der Richard-Wagner-Verband Leipzig e. V. erwuchs.
1991 wurde in Lyon der Richard-Wagner-Verband-International gegründet. Der Richard-Wagner-Verband International umfasst ca. 130 Verbände mit ca. 20.000 Mitgliedern, davon 44 Verbände in Deutschland und über 80 Verbände in den europäischen und außereuropäischen Vereinigungen. Seit der Gründung der Stipendienstiftung sind exakt 20.633 Stipendiaten (bis 2018) nach Bayreuth eingeladen worden. Von den Wagnerverbänden wurden allein zwischen 1951 und 2002 3,8 Millionen DM für die Stipendiaten der Nachkriegszeit bis zur Einführung des Euro eingezahlt.

## Vorsitzende und Präsidenten
- 1909–1914: Margarethe Strauß, Magdeburg
- 1914–1943: Marianne Lange, Hannover
- 1943–1968: Lotte Albrecht-Potonié, Hannover
- 1968–1981: Mercedes Bahlsen, Hannover
- 1981–1988: Helmut Goldmann, Nürnberg
- 1988–2008: Josef Lienhart, Freiburg i. Br.
- 2008–2014: Eva Märtson, Hannover
- 2014–2015: Thomas Krakow, Leipzig
- 2015–2019: Horst Eggers, Bayreuth
- 2019–2024: Rainer Fineske, Berlin
- ab 2024: Harry Leutscher, Emmen

## Aktivitäten des Verbandes
Alljährlich kommen Mitglieder der Ortsverbände zum Internationalen Richard Wagner-Kongress zusammen, um Erfahrungen auszutauschen und in Arbeitssitzungen für die Zukunft zu planen. Zuvor gab es Hauptversammlungen des RWVdF und Bundestagungen des RWV. Die Kongresse finden immer in anderen Städten statt:
| Orte                        |
| --------------------------- |
| 1990: Hannover              |
| 1991: Lyon                  |
| 1992: Regensburg            |
| 1993: Bregenz               |
| 1994: Venedig               |
| 1995: Baden-Baden           |
| 1996: Frankfurt am Main     |
| 1997: Bordeaux              |
| 1998: Trier                 |
| 1999: Budapest              |
| 2000: Berlin                |
| 2001: Freiburg im Breisgau  |
| 2002: Sevilla               |
| 2003: Kopenhagen            |
| 2004: Augsburg              |
| 2005: Leipzig               |
| 2006: Tallinn und Helsinki  |
| 2007: Weimar                |
| 2008: Genf                  |
| 2009: Dresden               |
| 2010: Stralsund             |
| 2011: Breslau               |
| 2012: Prag                  |
| 2013: Leipzig               |
| 2014: Graz                  |
| 2015: Dessau                |
| 2016: Straßburg             |
| 2017: Budapest              |
| 2018: Innsbruck             |
| 2019: Venedig               |
| (2020): Bonn, ausgefallen   |
| 2021: München               |
| (2022): Madrid, ausgefallen |
| 2023: Brüssel               |
| 2024: Berlin                |

| Orte                       |
| -------------------------- |
| 1949: Hannover             |
| 1950: Kassel               |
| 1951: Bayreuth             |
| 1952: Minden               |
| 1953: Heidelberg           |
| 1954: Hamburg              |
| 1955: Bamberg              |
| 1956: Koblenz              |
| 1957: Dortmund             |
| 1958: Kassel               |
| 1959: Mannheim             |
| 1960: Düsseldorf           |
| 1961: Hannover             |
| 1962: München              |
| 1963: Freiburg im Breisgau |
| 1964: Saarbrücken          |
| 1965: Wien                 |
| 1966: Bremen               |
| 1967: Wuppertal            |
| 1968: Minden               |
| 1969: Luzern               |
| 1970: Kassel               |
| 1971: Berlin               |
| 1972: Bayreuth             |
| 1973: Graz                 |
| 1974: Paris                |
| 1975: Mannheim             |
| 1976: Nürnberg             |
| 1977: Hamburg              |
| 1978: Düsseldorf           |
| 1979: Saarbrücken          |
| 1980: München              |
| 1981: Heidelberg           |
| 1982: Bayreuth             |
| 1983: Graz                 |
| 1984: Braunschweig         |
| 1985: Paris                |
| 1986: Wien                 |
| 1987: Stuttgart            |
| 1988: Berlin               |
| 1989: Köln                 |

| Orte                               |
| ---------------------------------- |
| 1909: Leipzig                      |
| 1910: Leipzig                      |
| 1911: Berlin                       |
| 1912: Nürnberg                     |
| 1913: Magdeburg                    |
| 1914: Weimar                       |
| 1915: Hannover                     |
| 1919: Hannover                     |
| 1920: Eisenach                     |
| 1921: Dresden                      |
| 1922: Braunschweig                 |
| 1923: Heidelberg                   |
| 1924: Bayreuth                     |
| 1925: Hannover                     |
| 1926: Kassel                       |
| 1927: Magdeburg                    |
| 1928: Schwerin                     |
| 1929: Darmstadt                    |
| 1930: Halle (Saale)                |
| 1931: Dresden                      |
| 1932: Braunschweig                 |
| 1933: Eisenach                     |
| 1934: Leipzig                      |
| 1935: Minden                       |
| 1936: Stuttgart                    |
| 1937: Wuppertal                    |
| 1938: München                      |
| 1939: Gera / Eisenberg (Thüringen) |
| 1940: Hannover                     |
| 1941: Bayreuth                     |
| (1942): Breslau, ausgefallen       |
| 1943: Hannover                     |
| 1944: Bayreuth                     |

## Besondere Aktivitäten einzelner Verbände
Der Richard-Wagner-Verband Würzburg, mit ca. 1.200 Mitgliedern einer der größten Verbände weltweit, konnte im Herbst 2022 aufgrund einer Erbschaft und Zuwendungen der Herbert Hillmann- und Margot Müller-Stiftung ein Margot-Müller-Forum einrichten, in dem Musik- und weitere Kulturveranstaltungen stattfinden sollen.